# Lothar Koch
Lothar Koch fue uno de los dos principales oboístas de la Orquesta Filarmónica de Berlín durante el periodo de Herbert von Karajan. 

## Biografía
Estudió música en la Folkwangschule de Essen (1950-53) y en Berlín. Fue miembro de la Orquesta Filarmónica de Friburgo hasta 1957, año en que entró a formar parte de la Orquesta Filarmónica de Berlín, y dos años después fue galardonado con el primer premio del Concurso Internacional de Música de Primavera de Praga. En 1959 fue invitado a ingresar en la Camerata Instrumental de la Sociedad Telemann de Hamburgo. En 1961 fue nombrado profesor del Conservatorio de Berlín, y en 1968, de la Hochschule de la misma ciudad.  
En 1961 forma el conjunto Philharmonische Solisten Berlín. En 1978 crea también  en Salzburgo Bläserensemble der Berliner Philharmoniker. Un crítico lo describió como el mejor músico de los últimos 150 años.
Por los años noventa, Lothar Koch se retiró de la Orquesta Filarmónica de Berlín y se dedicó a la enseñanza como profesor en la Universidad de Mozarteum de Salzburgo. 
Su amplia discografía incluye principalmente obras del repertorio barroco y clásico, así como el Concierto para oboe de Richard Strauss. 